# زرنق
زَرنَق یکی از شهرهای استان آذربایجان شرقی است که در بخش مرکزی شهرستان هریس واقع شده‌است. نام این شهر شش بار در وقفنامه ربع رشیدی آمده‌است و در شماره ۲۰۹ صورت موقوفات اینچنین به آن اشاره شده: «قریه زرنق از ناحیه جان براغوش از نواحی بلده سراه، حدودش متصل است به اراضی قریه مهرابان و به اراضی قریه جمال‌آباد و به اراضی قریه کلوانق علیا و به اراضی قریه کرماج‌قران و به اراضی قریه کوج، بحق‌النصف با قنوات و انهار با جمیع توابع و لواحق و…» که اشاره به کثرت قنات‌ها و نهرهای آن در این متن حائز اهمیت است.

## جغرافیا و تاریخچه
سکونتگاه‌ها و اشیائی با قدمت ۶۵۰۰ سال در تپه باستانی دوزده باغیر زرنق کشف شده‌است.
این شهر پیش از مهاجرت ترکان به آذربایجان مخروبه بوده و در حدود قرن دوازدهم میلادی جمعیتی از ترکان قبچاق در حاشیه آن ساکن شدند که اجداد ساکنان فعلی این شهر محسوب می‌شوند.
بر اساس روایات شفاهی و سینه به سینه، جد طوایف قدیمی شهر زرنق یعنی امامعلیلو، زینعلیلو و هاشملو یک نجیب‌زاده از ترکان قبچاق به نام قرابیگ یا قره‌بیگ (قره یا قرا به معنی بزرگ و بیگ یک لقب اشرافی ترکی) بوده که از دشت قبچاق یعنی روسیه کنونی به زرنق نقل مکان کرده و داستان زندگی و رشادت‌های او توسط ریش‌سفیدان نقل می‌شود. نام وی هنوز بر روی چمن‌زاری در نزدیکی شهر باقی است. سایر طوایف شامل علیارلو، صفیارلو، قربانعلیلو، اسکندرلو، حسنلو، کندعلیلو، علیمرادلو، سقزچی، دمیرچی و ملاحسینلو  اصالتاً شاهسون می‌باشند که در دوره صفویه به زرنق مهاجرت کرده‌اند. نام علی در بیشتر این طوایف دیده می‌شود که نشان‌دهنده نام جد هر یک از آنهاست که بدون شک در دوران صفویه و عصر رواج اینگونه نام‌ها می‌زیسته‌ است. در گذشته در میان طوایف تفاوت لهجه (ترکی قبچاقی و ترکی اغوزی) و تا حدی نیز تفاوت‌های ظاهری (موی بور و چشمان آبی و خاکستری در طوایف قبچاقی) وجود داشته که امروزه با گسترش روابط از بین رفته است اما کماکان برخی از کلمات در بین هر طایفه به طور متفاوت تلفظ می‌شوند. این طوایف تا اواخر نیمه قرن بیستم روابط نزدیکی مانند ازدواج با یکدیگر نداشتند، اما به مرور زمان این مرزها از بین رفت و اکنون ممکن است جوان‌ترها حتی نام طایفه‌ای را که به آن تعلق دارند را ندانند. همچنان نیز هر طایفه محل دفن خاص خود را در قبرستان دارد و محل دفن طوایف قدیمی‌تر در بالای تپه قبرستان قرار دارد.
شهر زرنق با بافت شهری شطرنجی، حاشیه جنگلی سرسبز و منابع آبی فراوان زیباترین و سرسبزترین شهر شهرستان هریس و منطقه محسوب می‌شود. شهر زرنق در اوایل سال ۱۳۷۲ از روستا به شهر تبدیل شد وبا مختصات جغرافیایی ۵۰ درجه شرقی و ۳۶٫۱۶ درجه شمالی در استان آذربایجان شرقی قراردارد. این شهر از غرب با شهر کلوانق و از جنوب غربی با روستای کرمجوان و از شرق (نزدیک‌ترین محل) با شهر مهربان همسایه است. این شهر تا مرکز استان یعنی تبریز ۸۹ کیلومتر فاصله دارد. بر اساس سرشماری سال ۱۳۹۵، زرنق جمعیتی معادل ۵٬۳۴۳ نفر (۱۳۹۵) دارد.
مردم این شهر به زبان ترکی آذربایجانی صحبت می‌کنند. تمامی ساکنان شهر پیرو مذهب شیعه دوازده امامی هستند. شهر زرنق مرکز موسیقی عاشیقی در شرق استان بعد از شهر اهر می‌باشد؛ گروه‌های عاشیقی این شهر در تمامی جشن‌ها و عروسی‌های مردم و منطقه فعال می‌باشند، موسیقی عاشیقی یکی از ستون‌های فرهنگی مردم آذربایجان می‌باشد. سوغات این شهر فطیر (نوعی کلوچه سنتی) و شیرین دنه (خیرچا) یا به زبان فارسی خیار چنبر می‌باشد. فرش زرنق یکی از زیرشاخه‌های اصلی تبریز و مهربان بوده و از لحاظ مرغوبیت و معروفیت از شهرها و روستاهای مجاور بهتر و جایگاه ویژه‌ای در صادرات دارد؛ علاوه بر این قالی هریس نیز در زرنق با همان کیفیت شهر مبدأ در رده بعد تولید می‌شود. از مناطق دیدنی زرنق می‌توان به مسجد جامع زرنق و تپه باستانی دوزده باغیر اشاره کرد. مسجد جامع زرنق با مساحتی بیش از ۱۵۰۰ متر مربع به عنوان بزرگ‌ترین مسجد شهرستان هریس در خیابان شهدا واقع است. این مجموعه با داشتن دو مناره با ارتفاع بیش از ۳۰ متر (بلندترین مناره در استان) تنها مسجد استان است که دارای دو گنبد می‌باشد. علاوه بر این مسجد جامع زرنق با دارا بودن یک درمانگاه خیریه، داروخانه، زیر زمین، حیاط و کتابخانه به عنوان یکی از بزرگ‌ترین مساجد استان و کشور محسوب می‌شود. مسجد جامع زرنق به انظمام بالکن، زیر زمین و حیاط ظرفیت نزدیک به ۱۰۰۰۰ تن را دارا می‌باشد.

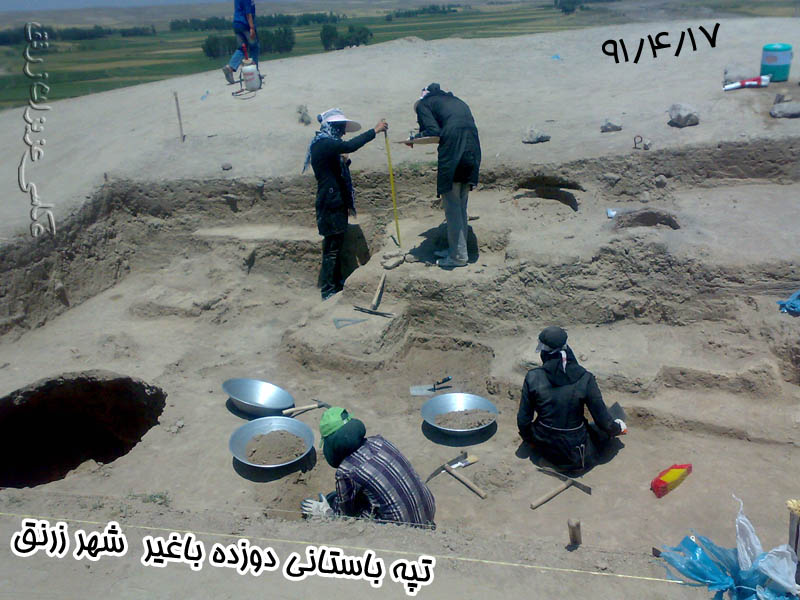

## حرفه و مشاغل
شغل اکثر ساکنان شهر به ترتیب شامل وکالت، معلمی، تجارت، صنعت، کشاورزی و قالی‌بافی می‌باشد. در قسمت غربی شهر ناحیه صنعتی به نام ناحیه صنعتی زرنق وجود دارد. در این ناحیه صنعتی ۲۴ کارخانه با تولید گل مصنوعی پلی اتیلنی، گل کاغذی، شانه تخم مرغ، بسته‌بندی حبوبات، ظروف یخ مصنوعی و غیره وجود دارد. بعلاوه، زرنق با داشتن تنها ناحیه صنعتی شهرستان و قدیمی‌ترین کارخانهٔ ریخته‌گری منطقه در ورودی شرقی شهر و چندین کارگاه کوچک و بزرگ به عنوان شهری کارگاهی مطرح می‌باشد.

## افراد سرشناس
محمد فیض سرابی، قاضی و فقیه شیعه و نماینده آذربایجان شرقی در دوره‌های سوم و چهارم و پنجم مجلس خبرگان رهبری.
مهندس یعقوب هوشیار، هفتاد و چهارمین شهردار کلانشهر تبریز.
سلمان نیکنام رئیس آموزش و پرورش شهرستان هریس.
میرزا احمد بیگ، متخلص به نورانی، شاعر، عارف و طبیب عصر فتحعلی‌شاه قاجار فرزند میرزا آدیگؤزل بیگ قاضی و جد خاندان نورانی. وی صاحب یک دیوان و یک کتاب قرابادین در علم داروسازی بوده که هم‌اکنون در دسترس نیستند اما داستان زندگی و برخی از اشعار وی بطور سینه به سینه نقل و حفظ گردیده‌اند.
سید قاسم، عارف اهل روستای قزلجه سادات و دوست و معاصر میرزا احمد بیگ که اقامت‌های طولانی در زرنق داشته است. وی با گذشت ۲۰۰ سال همچنان در این منطقه محترم است و رواياتی از کرامات وی نقل می‌شوند.

## مناطق دیدنی
- مسجد جامع (بؤیوک مچید)
- مسجد حاجی (حاجی مچیدی)
- تپه باستانی دوزده باغیر
- برج دیده‌بانی تپه سوپانلی
- قنات معروف به کی سویی
- قنات معروف به ملاچشمه‌سی
- چمنزار قره بیگ چمنی
- چای (به معنی رودخانه)
- چایلیق (کنار رودخانه)
- تالاب دیدنی زرنق (گؤل)
- مراتع و باغات سرسبز
- قنات موروق
- قنات داخل شهر معروف به چشمه (یول یری)
- قبرستان باستانی (قبیر اوستو)
- بازار هفتگی
- میدان فوتبال با چمن طبیعی

در گذشته قلعه‌ای موسوم به قالا قاپیسی نیز در شهر وجود داشته که تا اواخر قرن بیستم بقایای آن مشهود بوده اما امروزه موجود نیست. همچنین تا اواخر قرن نوزدهم در محل حمام عمومی شهر که اکنون تخریب و محو شده خانقاهی وجود داشته است.